# Lista över municipalités régionales de comté
Detta är en lista över municipalités régionales de comté och motsvarande territorier i den kanadensiska provinsen Québec. Municipalité régionale de comté (MRC) är en typ av sekundärkommun, som de flesta av Québecs kommuner tillhör. De områden som inte hör till någon MRC förs samman i territorier som motsvarar en MRC (territoires équivalents à une MRC, TE). Tillsammans betecknas de som municipalités régionales de comté géographiques ("geografiska MRC:er").
I kolumnen "Huvudort" listas den kommun där respektive MRC:s förvaltning finns respektive den folkrikaste kommunen i respektive TE.
| Region                            | Typ | Kod | Namn                        | Huvudort                                       |
| --------------------------------- | --- | --- | --------------------------- | ---------------------------------------------- |
| 01 Bas-Saint-Laurent              | MRC | 07  | La Matapédia                | Amqui                                          |
| 01 Bas-Saint-Laurent              | MRC | 08  | La Matanie                  | Matane                                         |
| 01 Bas-Saint-Laurent              | MRC | 09  | La Mitis                    | Mont-Joli                                      |
| 01 Bas-Saint-Laurent              | MRC | 10  | Rimouski-Neigette           | Rimouski                                       |
| 01 Bas-Saint-Laurent              | MRC | 11  | Les Basques                 | Trois-Pistoles                                 |
| 01 Bas-Saint-Laurent              | MRC | 12  | Rivière-du-Loup             | Rivière-du-Loup                                |
| 01 Bas-Saint-Laurent              | MRC | 13  | Témiscouata                 | Témiscouata-sur-le-Lac                         |
| 01 Bas-Saint-Laurent              | MRC | 14  | Kamouraska                  | Saint-Pascal                                   |
| 02 Saguenay– Lac-Saint-Jean       | MRC | 91  | Le Domaine-du-Roy           | Roberval                                       |
| 02 Saguenay– Lac-Saint-Jean       | MRC | 92  | Maria-Chapdelaine           | Dolbeau-Mistassini                             |
| 02 Saguenay– Lac-Saint-Jean       | MRC | 93  | Lac-Saint-Jean-Est          | Alma                                           |
| 02 Saguenay– Lac-Saint-Jean       | TE  | 941 | Saguenay                    | Saguenay                                       |
| 02 Saguenay– Lac-Saint-Jean       | MRC | 942 | Le Fjord-du-Saguenay        | Saint-Honoré                                   |
| 03 Capitale-Nationale             | MRC | 15  | Charlevoix-Est              | Clermont                                       |
| 03 Capitale-Nationale             | MRC | 16  | Charlevoix                  | Baie-Saint-Paul                                |
| 03 Capitale-Nationale             | MRC | 20  | L'Île-d'Orléans             | Sainte-Famille-de-l'Île-d'Orléans              |
| 03 Capitale-Nationale             | MRC | 21  | La Côte-de-Beaupré          | Château-Richer                                 |
| 03 Capitale-Nationale             | MRC | 22  | La Jacques-Cartier          | Shannon                                        |
| 03 Capitale-Nationale             | TE  | 23  | Québec                      | Québec                                         |
| 03 Capitale-Nationale             | MRC | 34  | Portneuf                    | Cap-Santé                                      |
| 04 Mauricie                       | MRC | 35  | Mékinac                     | Saint-Tite                                     |
| 04 Mauricie                       | TE  | 36  | Shawinigan                  | Shawinigan                                     |
| 04 Mauricie                       | TE  | 371 | Trois-Rivières              | Trois-Rivières                                 |
| 04 Mauricie                       | MRC | 372 | Les Chenaux                 | Saint-Luc-de-Vincennes                         |
| 04 Mauricie                       | MRC | 51  | Maskinongé                  | Louiseville                                    |
| 04 Mauricie                       | TE  | 90  | La Tuque                    | La Tuque                                       |
| 05 Estrie                         | MRC | 30  | Le Granit                   | Lac-Mégantic                                   |
| 05 Estrie                         | MRC | 40  | Les Sources                 | Val-des-Sources                                |
| 05 Estrie                         | MRC | 41  | Le Haut-Saint-François      | Cookshire-Eaton                                |
| 05 Estrie                         | MRC | 42  | Le Val-Saint-François       | Richmond                                       |
| 05 Estrie                         | TE  | 43  | Sherbrooke                  | Sherbrooke                                     |
| 05 Estrie                         | MRC | 44  | Coaticook                   | Coaticook                                      |
| 05 Estrie                         | MRC | 45  | Memphrémagog                | Magog                                          |
| 06 Montréal                       | TE  | 66  | Montréal                    | Montréal                                       |
| 07 Outaouais                      | MRC | 80  | Papineau                    | Papineauville                                  |
| 07 Outaouais                      | TE  | 81  | Gatineau                    | Gatineau                                       |
| 07 Outaouais                      | MRC | 82  | Les Collines-de-l'Outaouais | Chelsea                                        |
| 07 Outaouais                      | MRC | 83  | La Vallée-de-la-Gatineau    | Gracefield                                     |
| 07 Outaouais                      | MRC | 84  | Pontiac                     | Campbell's Bay                                 |
| 08 Abitibi-Témiscamingue          | MRC | 85  | Témiscamingue               | Ville-Marie                                    |
| 08 Abitibi-Témiscamingue          | TE  | 86  | Rouyn-Noranda               | Rouyn-Noranda                                  |
| 08 Abitibi-Témiscamingue          | MRC | 87  | Abitibi-Ouest               | La Sarre                                       |
| 08 Abitibi-Témiscamingue          | MRC | 88  | Abitibi                     | Amos                                           |
| 08 Abitibi-Témiscamingue          | MRC | 89  | La Vallée-de-l'Or           | Val-d'Or                                       |
| 09 Côte-Nord                      | MRC | 95  | La Haute-Côte-Nord          | Les Escoumins                                  |
| 09 Côte-Nord                      | MRC | 96  | Manicouagan                 | Baie-Comeau                                    |
| 09 Côte-Nord                      | MRC | 971 | Sept-Rivières               | Sept-Îles                                      |
| 09 Côte-Nord                      | MRC | 972 | Caniapiscau                 | Fermont                                        |
| 09 Côte-Nord                      | MRC | 981 | Minganie                    | Havre-Saint-Pierre                             |
| 09 Côte-Nord                      | MRC | 982 | Le Golfe-du-Saint-Laurent   | Côte-Nord-du-Golfe-du-Saint-Laurent            |
| 10 Nord-du-Québec                 | TE  | 991 | Jamésie                     | Chibougamau                                    |
| 10 Nord-du-Québec                 | TE  | 992 | Kativik                     | Kuujjuaq                                       |
| 10 Nord-du-Québec                 | TE  | 993 | Eeyou Istchee               | Chisasibi (förvaltningens huvudort är Nemaska) |
| 11 Gaspésie– Îles-de-la-Madeleine | TE  | 01  | Les Îles-de-la-Madeleine    | Les Îles-de-la-Madeleine                       |
| 11 Gaspésie– Îles-de-la-Madeleine | MRC | 02  | Le Rocher-Percé             | Chandler                                       |
| 11 Gaspésie– Îles-de-la-Madeleine | MRC | 03  | La Côte-de-Gaspé            | Gaspé                                          |
| 11 Gaspésie– Îles-de-la-Madeleine | MRC | 04  | La Haute-Gaspésie           | Sainte-Anne-des-Monts                          |
| 11 Gaspésie– Îles-de-la-Madeleine | MRC | 05  | Bonaventure                 | New Carlisle                                   |
| 11 Gaspésie– Îles-de-la-Madeleine | MRC | 06  | Avignon                     | Maria                                          |
| 12 Chaudière-Appalaches           | MRC | 17  | L'Islet                     | Saint-Jean-Port-Joli                           |
| 12 Chaudière-Appalaches           | MRC | 18  | Montmagny                   | Montmagny                                      |
| 12 Chaudière-Appalaches           | MRC | 19  | Bellechasse                 | Saint-Lazare-de-Bellechasse                    |
| 12 Chaudière-Appalaches           | TE  | 251 | Lévis                       | Lévis                                          |
| 12 Chaudière-Appalaches           | MRC | 26  | La Nouvelle-Beauce          | Sainte-Marie                                   |
| 12 Chaudière-Appalaches           | MRC | 27  | Beauce-Centre               | Beauceville                                    |
| 12 Chaudière-Appalaches           | MRC | 28  | Les Etchemins               | Lac-Etchemin                                   |
| 12 Chaudière-Appalaches           | MRC | 29  | Beauce-Sartigan             | Saint-Georges                                  |
| 12 Chaudière-Appalaches           | MRC | 31  | Les Appalaches              | Thetford Mines                                 |
| 12 Chaudière-Appalaches           | MRC | 33  | Lotbinière                  | Laurier-Station                                |
| 13 Laval                          | TE  | 65  | Laval                       | Laval                                          |
| 14 Lanaudière                     | MRC | 52  | D'Autray                    | Berthierville                                  |
| 14 Lanaudière                     | MRC | 60  | L'Assomption                | L'Assomption                                   |
| 14 Lanaudière                     | MRC | 61  | Joliette                    | Joliette                                       |
| 14 Lanaudière                     | MRC | 62  | Matawinie                   | Rawdon                                         |
| 14 Lanaudière                     | MRC | 63  | Montcalm                    | Sainte-Julienne                                |
| 14 Lanaudière                     | MRC | 64  | Les Moulins                 | Terrebonne                                     |
| 15 Laurentides                    | MRC | 72  | Deux-Montagnes              | Saint-Eustache                                 |
| 15 Laurentides                    | MRC | 73  | Thérèse-De Blainville       | Sainte-Thérèse                                 |
| 15 Laurentides                    | TE  | 74  | Mirabel                     | Mirabel                                        |
| 15 Laurentides                    | MRC | 75  | La Rivière-du-Nord          | Saint-Jérôme                                   |
| 15 Laurentides                    | MRC | 76  | Argenteuil                  | Lachute                                        |
| 15 Laurentides                    | MRC | 77  | Les Pays-d'en-Haut          | Sainte-Adèle                                   |
| 15 Laurentides                    | MRC | 78  | Les Laurentides             | Mont-Blanc                                     |
| 15 Laurentides                    | MRC | 79  | Antoine-Labelle             | Mont-Laurier                                   |
| 05 Estrie                         | MRC | 46  | Brome-Missisquoi            | Cowansville                                    |
| 05 Estrie                         | MRC | 47  | La Haute-Yamaska            | Granby                                         |
| 16 Montérégie                     | MRC | 48  | Acton                       | Acton Vale                                     |
| 16 Montérégie                     | MRC | 53  | Pierre-De Saurel            | Sorel-Tracy                                    |
| 16 Montérégie                     | MRC | 54  | Les Maskoutains             | Saint-Hyacinthe                                |
| 16 Montérégie                     | MRC | 55  | Rouville                    | Marieville                                     |
| 16 Montérégie                     | MRC | 56  | Le Haut-Richelieu           | Saint-Jean-sur-Richelieu                       |
| 16 Montérégie                     | MRC | 57  | La Vallée-du-Richelieu      | McMasterville                                  |
| 16 Montérégie                     | TE  | 58  | Longueuil                   | Longueuil                                      |
| 16 Montérégie                     | MRC | 59  | Marguerite-D'Youville       | Verchères                                      |
| 16 Montérégie                     | MRC | 67  | Roussillon                  | Saint-Constant                                 |
| 16 Montérégie                     | MRC | 68  | Les Jardins-de-Napierville  | Saint-Michel                                   |
| 16 Montérégie                     | MRC | 69  | Le Haut-Saint-Laurent       | Huntingdon                                     |
| 16 Montérégie                     | MRC | 70  | Beauharnois-Salaberry       | Beauharnois                                    |
| 16 Montérégie                     | MRC | 71  | Vaudreuil-Soulanges         | Vaudreuil-Dorion                               |
| 17 Centre-du-Québec               | MRC | 32  | L'Érable                    | Plessisville                                   |
| 17 Centre-du-Québec               | MRC | 38  | Bécancour                   | Bécancour                                      |
| 17 Centre-du-Québec               | MRC | 39  | Arthabaska                  | Victoriaville                                  |
| 17 Centre-du-Québec               | MRC | 49  | Drummond                    | Drummondville                                  |
| 17 Centre-du-Québec               | MRC | 50  | Nicolet-Yamaska             | Nicolet                                        |